# Белянчиков, Николай Николаевич
Николай Николаевич Белянчиков(12 октября 1895, Москва, Российская империя — 22 февраля 1980, там же, СССР) — советский адвокат и москвовед.

## Биография
Родился 12 октября 1895 года в Москве в семье офицера. В 1912 году поступил на юридический факультет МГУ, который он окончил в 1917 году и одновременно с этим окончил Александровское военное училище. Занимал различные должности в органах прокуратуры и затем свыше 30 лет посвятил адвокатской работе в Московской коллегии адвокатов. После выхода на пенсию, он увлёкся москвоведением и стал лучшим историком-исследователем Москвы и работал вплоть до своей смерти.
Скончался 22 февраля 1980 года в Москве. Похоронен на 51-м участке Ваганьковского кладбища (могила № 543).

## Научные работы
- Загадка Архангельского собора//Смена, 1965, № 20.
- Из истории улицы Воровского//Вопросы истории, 1968, № 6.
- Литературная загадка//Вопросы литературы, 1965, № 2.